# سلطة البطاطا الحلوة
سلطة البطاطا الحلوة سلطة عربية تعد من البطاطا الحلوة والبصل وزيت الزيتون والثوم المهروس والملح والفلفل المطحون والفلفل الأسود والزنجبيل المبشور وعيدان القرفة والزبيب والكزبرة والسكر المطحون والماء. وهي تحظى بشعبية كبيرة في العالم العربي في المغرب العربي، وفي بلاد الشام، ولبنان.